# Трудовой (канонерская лодка)
«Трудовой» (бывшая польская Zawzięta — Завжента — Упорная) — польская и советская канонерская лодка.

## История службы
Заложена в мае 1932 года в мастерских Пинского военного порта для Пинской речной флотилии ВМС Польши, спущена в 1933 году. В строй вступила 15 июля 1933, несла службу в Пинской флотилии ВМФ Польши на Припяти.
Артиллерия — Польша: 100-мм гаубица образца 1914/19 годов в башне, 37-мм пушка Пюто образца 1918 года; СССР: 2 76-мм пушки УСВ в башне, 76-мм зенитная пушка Лендера на открытой палубе. Зенитно-пулемётное вооружение — Польша: 7,92-мм пулемёт Гочкиса, СССР: 3 пулемета Максим.
1 6-цилиндровый дизельный двигатель Glennifer (Гленифер) мощностью 120 л.с. и 1 гребной винт. Скорость 5,6 узла (10 км/час).
В сентябре 1939 года начале Второй мировой войны в самый разгар немецкого вторжения и советского похода в Польшу направилась к Пинску, но не добралась из-за взорванного железнодорожного моста через Припять. Экипаж затопил канонерку при приближении РККА 18 сентября 1939 на реке Струмень.
Советские водолазы вскоре обнаружили канлодку. 24 октября 1939 года она была зачислена в состав сначала Днепровской, а затем и Пинской военной флотилии. 3 ноября 1939 её подняли со дна реки и отбуксировали в Пинск для ремонта. Лодка получила название «Трудовой». 17 июля 1940 года канлодка «Трудовой» официально вошла в состав Пинской военной флотилии.
В начале Великой Отечественной войны вела боевые действия на реках Припять и Днепр. Вплоть до своей гибели имела регулярные неполадки с двигателем. В ночь на 31 августа 1941 года при прорыве из района деревни Домантово (ныне затоплена Киевским водохранилищем) в Киев мимо левобережного села Окуниново (ныне затоплено Киевским водохранилищем), где на тот момент находился плацдарм войск 6-й немецкой армии, канонерская лодка попала под сильный огонь и затонула. В этой операции участвовали и другие корабли ПВФ, входившие в составы Березинского и Припятского отрядов речных кораблей.
По другой версии во время прорыва, не оказывая огневой поддержки другим кораблям-участникам, командир канлодки лейтенант Албасов А.Е. отдал приказ утопить замки орудий, а команде с личным оружием покинуть еще вполне боеспособный корабль. Это стало причиной обвинения командира и военного комиссара Семетчатенко П. Ф. в уклонении от боя. В общем и целом этот корабль действовал менее заметно нежели однотипная канлодка «Белорус».
Канонерка исключена из списков кораблей ВМФ 22 сентября 1941 года. 18 апреля 1944 года ее подняли и отбуксировали в Киев, однако «Трудовой» восстановлению уже не подлежал. В результате приняли решение разделать канонерскую лодку на металл.